# Grand Prix Formule 1 van Japan 2025
De Grand Prix Formule 1 van Japan 2025 werd verreden op 6 april op het Suzuka International Racing Course in Suzuka. Het was de derde race van het seizoen.

## Aanscherping regels
In aanloop naar de Grand Prix van Japan in 2025 heeft de FIA aangekondigd de technische richtlijnen rondom flexibele achtervleugels verder aan te scherpen. Teams zullen strenger gecontroleerd worden op achtervleugels die bij hoge snelheden doorbuigen (om zo een hogere topsnelheid te genereren). Deze aanpassing van de regels wordt gezien als een reactie op ontwikkelingen bij onder meer Red Bull en McLaren in het voorgaande seizoen. Met de nieuwe regels wil de FIA duidelijkheid scheppen over wat wel en niet toelaatbaar is binnen het reglement.

## Wisseling rijders
Op 25 maart 2025 werd bekend dat Yuki Tsunoda Racing Bulls zal verlaten en zal gaan rijden voor Red Bull Racing vanaf de Grand Prix in Japan vanwege tegenvallende resultaten van Liam Lawson die zal terugkeren bij Racing Bulls.

## Vrije trainingen

### Uitslagen
- Enkel de top vijf wordt weergegeven.

| Vrije training 1 | Pos. | Nr. | Coureur         | Constructeur               | Tijd     |
| ---------------- | ---- | --- | --------------- | -------------------------- | -------- |
| Vrije training 1 | 1    | 4   | Lando Norris    | McLaren-Mercedes           | 1:28.549 |
| Vrije training 1 | 2    | 63  | George Russell  | Mercedes                   | 1:28.712 |
| Vrije training 1 | 3    | 16  | Charles Leclerc | Ferrari                    | 1:28.965 |
| Vrije training 1 | 4    | 44  | Lewis Hamilton  | Ferrari                    | 1:29.051 |
| Vrije training 1 | 5    | 1   | Max Verstappen  | Red Bull Racing-Honda RBPT | 1:29.065 |
| Vrije training 2 | Pos. | Nr. | Coureur         | Constructeur               | Tijd     |
| Vrije training 2 | 1    | 81  | Oscar Piastri   | McLaren-Mercedes           | 1:28.114 |
| Vrije training 2 | 2    | 4   | Lando Norris    | McLaren-Mercedes           | 1:28.163 |
| Vrije training 2 | 3    | 6   | Isack Hadjar    | Racing Bulls-Honda RBPT    | 1:28.518 |
| Vrije training 2 | 4    | 44  | Lewis Hamilton  | Ferrari                    | 1:28.544 |
| Vrije training 2 | 5    | 30  | Liam Lawson     | Racing Bulls-Honda RBPT    | 1:28.559 |
| Vrije training 3 | Pos. | Nr. | Coureur         | Constructeur               | Tijd     |
| Vrije training 3 | 1    | 4   | Lando Norris    | McLaren-Mercedes           | 1:27.965 |
| Vrije training 3 | 2    | 81  | Oscar Piastri   | McLaren-Mercedes           | 1:27.991 |
| Vrije training 3 | 3    | 63  | George Russell  | Mercedes                   | 1:28.077 |
| Vrije training 3 | 4    | 16  | Charles Leclerc | Ferrari                    | 1:28.414 |
| Vrije training 3 | 5    | 1   | Max Verstappen  | Red Bull Racing-Honda RBPT | 1:28.497 |

Testcoureur in vrije training 1:
  Ryō Hirakawa (Alpine-Renault) reed in plaats van Jack Doohan. Hij reed een tijd van 1:29.394 en werd daarmee twaalfde.

## Kwalificatie
Max Verstappen behaalde de eenenveertigste pole position in zijn carrière.
| Pos.                   | Nr. | Coureur           | Constructeur               | Kwalificatietijden | Kwalificatietijden | Kwalificatietijden | Grid  |
| Pos.                   | Nr. | Coureur           | Constructeur               | Q1                 | Q2                 | Q3                 | Grid  |
| ---------------------- | --- | ----------------- | -------------------------- | ------------------ | ------------------ | ------------------ | ----- |
| 1                      | 1   | Max Verstappen    | Red Bull Racing-Honda RBPT | 1:27.943           | 1:27.502           | 1:26.983           | 1     |
| 2                      | 4   | Lando Norris      | McLaren-Mercedes           | 1:27.845           | 1:27.146           | 1:26.995           | 2     |
| 3                      | 81  | Oscar Piastri     | McLaren-Mercedes           | 1:27.687           | 1:27.507           | 1:27.027           | 3     |
| 4                      | 16  | Charles Leclerc   | Ferrari                    | 1:27.920           | 1:27.555           | 1:27.299           | 4     |
| 5                      | 63  | George Russell    | Mercedes                   | 1:27.843           | 1:27.400           | 1:27.318           | 5     |
| 6                      | 12  | Kimi Antonelli    | Mercedes                   | 1:27.968           | 1:27.639           | 1:27.555           | 6     |
| 7                      | 6   | Isack Hadjar      | Racing Bulls-Honda RBPT    | 1:28.278           | 1:27.775           | 1:27.569           | 7     |
| 8                      | 44  | Lewis Hamilton    | Ferrari                    | 1:27.942           | 1:27.610           | 1:27.610           | 8     |
| 9                      | 23  | Alexander Albon   | Williams-Mercedes          | 1:28.218           | 1:27.783           | 1:27.615           | 9     |
| 10                     | 87  | Oliver Bearman    | Haas-Ferrari               | 1:28.228           | 1:27.711           | 1:27.867           | 10    |
| 11                     | 10  | Pierre Gasly      | Alpine-Renault             | 1:28.186           | 1:27.822           |                    | 11    |
| 12                     | 55  | Carlos Sainz jr.  | Williams-Mercedes          | 1:28.209           | 1:27.836           |                    | 15 *1 |
| 13                     | 14  | Fernando Alonso   | Aston Martin-Mercedes      | 1:28.337           | 1:27.897           |                    | 12    |
| 14                     | 30  | Liam Lawson       | Racing Bulls-Honda RBPT    | 1:28.554           | 1:27.906           |                    | 13    |
| 15                     | 22  | Yuki Tsunoda      | Red Bull Racing-Honda RBPT | 1:27.967           | 1:28.000           |                    | 14    |
| 16                     | 27  | Nico Hülkenberg   | Kick Sauber-Ferrari        | 1:28.570           |                    |                    | 16    |
| 17                     | 5   | Gabriel Bortoleto | Kick Sauber-Ferrari        | 1:28.622           |                    |                    | 17    |
| 18                     | 31  | Esteban Ocon      | Haas-Ferrari               | 1:28.696           |                    |                    | 18    |
| 19                     | 7   | Jack Doohan       | Alpine-Renault             | 1:28.877           |                    |                    | 19    |
| 20                     | 18  | Lance Stroll      | Aston Martin-Mercedes      | 1:29.271           |                    |                    | 20    |
| Q1 107% tijd: 1:33.825 |     |                   |                            |                    |                    |                    |       |

*1 Carlos Sainz jr. kreeg een gridstraf van drie plaatsen vanwege het hinderen van Lewis Hamilton in de tweede kwalificatiesessie.

## Wedstrijd
Max Verstappen behaalde de vierenzestigste Grand Prix-overwinning in zijn carrière.
| Pos.               | Nr. | Coureur           | Constructeur               | Rondes | Tijd / Oorzaak Uitval | Grid | Punten |
| ------------------ | --- | ----------------- | -------------------------- | ------ | --------------------- | ---- | ------ |
| 1                  | 1   | Max Verstappen    | Red Bull Racing-Honda RBPT | 53     | 1:22:06.983           | 1    | 25     |
| 2                  | 4   | Lando Norris      | McLaren-Mercedes           | 53     | +1.423                | 2    | 18     |
| 3                  | 81  | Oscar Piastri     | McLaren-Mercedes           | 53     | +2.129                | 3    | 15     |
| 4                  | 16  | Charles Leclerc   | Ferrari                    | 53     | +16.097               | 4    | 12     |
| 5                  | 63  | George Russell    | Mercedes                   | 53     | +17.362               | 5    | 10     |
| 6                  | 12  | Kimi Antonelli    | Mercedes                   | 53     | +18.671               | 6    | 8S     |
| 7                  | 44  | Lewis Hamilton    | Ferrari                    | 53     | +29.182               | 8    | 6      |
| 8                  | 6   | Isack Hadjar      | Racing Bulls-Honda RBPT    | 53     | +37.134               | 7    | 4      |
| 9                  | 23  | Alexander Albon   | Williams-Mercedes          | 53     | +40.367               | 9    | 2      |
| 10                 | 87  | Oliver Bearman    | Haas-Ferrari               | 53     | +54.529               | 10   | 1      |
| 11                 | 14  | Fernando Alonso   | Aston Martin-Mercedes      | 53     | +57.333               | 12   |        |
| 12                 | 22  | Yuki Tsunoda      | Red Bull Racing-Honda RBPT | 53     | +58.401               | 14   |        |
| 13                 | 10  | Pierre Gasly      | Alpine-Renault             | 53     | +1:02.122             | 11   |        |
| 14                 | 55  | Carlos Sainz jr.  | Williams-Mercedes          | 53     | +1:14.129             | 15   |        |
| 15                 | 7   | Jack Doohan       | Alpine-Renault             | 53     | +1:21.314             | 19   |        |
| 16                 | 27  | Nico Hülkenberg   | Kick Sauber-Ferrari        | 53     | +1:21.957             | 16   |        |
| 17                 | 30  | Liam Lawson       | Racing Bulls-Honda RBPT    | 53     | +1:22.734             | 13   |        |
| 18                 | 31  | Esteban Ocon      | Haas-Ferrari               | 53     | +1:23.438             | 18   |        |
| 19                 | 5   | Gabriel Bortoleto | Kick Sauber-Ferrari        | 53     | +1:23.897             | 17   |        |
| 20                 | 18  | Lance Stroll      | Aston Martin-Mercedes      | 52     | +1 ronde              | 20   |        |
| Bron: formula1.com |     |                   |                            |        |                       |      |        |

S Kimi Antonelli reed voor de eerste keer in zijn carrière een snelste ronde.

## Tussenstanden wereldkampioenschap
Betreft tussenstanden voor het wereldkampioenschap na afloop van de race.

### Coureurs
| Pos. | Nr. | Coureur           | Constructeur               | Punten |
| ---- | --- | ----------------- | -------------------------- | ------ |
| 1    | 4   | Lando Norris      | McLaren-Mercedes           | 62     |
| 2    | 1   | Max Verstappen    | Red Bull Racing-Honda RBPT | 61     |
| 3    | 81  | Oscar Piastri     | McLaren-Mercedes           | 49     |
| 4    | 63  | George Russell    | Mercedes                   | 45     |
| 5    | 12  | Kimi Antonelli    | Mercedes                   | 30     |
| 6    | 16  | Charles Leclerc   | Ferrari                    | 20     |
| 7    | 23  | Alexander Albon   | Williams-Mercedes          | 18     |
| 8    | 44  | Lewis Hamilton    | Ferrari                    | 15     |
| 9    | 31  | Esteban Ocon      | Haas-Ferrari               | 10     |
| 10   | 18  | Lance Stroll      | Aston Martin-Mercedes      | 10     |
| 11   | 27  | Nico Hülkenberg   | Kick Sauber-Ferrari        | 6      |
| 12   | 87  | Oliver Bearman    | Haas-Ferrari               | 5      |
| 13   | 6   | Isack Hadjar      | Racing Bulls-Honda RBPT    | 4      |
| 14   | 22  | Yuki Tsunoda      | Red Bull Racing-Honda RBPT | 3      |
| 15   | 55  | Carlos Sainz jr.  | Williams-Mercedes          | 1      |
| 16   | 10  | Pierre Gasly      | Alpine-Renault             | 0      |
| 17   | 14  | Fernando Alonso   | Aston Martin-Mercedes      | 0      |
| 18   | 30  | Liam Lawson       | Racing Bulls-Honda RBPT    | 0      |
| 19   | 7   | Jack Doohan       | Alpine-Renault             | 0      |
| 20   | 5   | Gabriel Bortoleto | Kick Sauber-Ferrari        | 0      |

### Constructeurs
| Pos. | Constructeur               | Punten |
| ---- | -------------------------- | ------ |
| 1    | McLaren-Mercedes           | 111    |
| 2    | Mercedes                   | 75     |
| 3    | Red Bull Racing-Honda RBPT | 61     |
| 4    | Ferrari                    | 35     |
| 5    | Williams-Mercedes          | 19     |
| 6    | Haas-Ferrari               | 15     |
| 7    | Aston Martin-Mercedes      | 10     |
| 8    | Racing Bulls-Honda RBPT    | 7      |
| 9    | Kick Sauber-Ferrari        | 6      |
| 10   | Alpine-Renault             | 0      |